# Töltéstava
Töltéstava (vyslovováno [teltéštava]) je obec v Maďarsku v župě Győr-Moson-Sopron, spadající pod okres Győr. Vznikla v roce 1934, když se odtrhla od vesnice Pér a vytvořila samostatnou obec. Nachází se asi 5 km jihovýchodně od Győru. V roce 2015 zde žilo 2 286 obyvatel. Dle údajů z roku 2011 zde 85,6 % obyvatelstva tvořili Maďaři, 0,6 % Romové, 0,6 % Němci a 0,2 % Rumuni.
Sousedními vesnicemi jsou Győrság, Pázmándfalu a Pér, sousedním městem Győr.